# استریول
استریول (به انگلیسی: Estriol) با فرمول شیمیایی C۱۸H۲۴O۳ یا E3 یک هورمون جنسی زنانه مهم از گروه استروژن می‌باشد. این هورمون نقش مهمی در حاملگی دارد و بیشترین تولید آن از جفت می‌باشد. البته در کبد جنین و غدد آدرنال نیز کمی تولید می‌شود. استریول کاربرد درمانی نیز دارد.

## استروژن‌ها
استرادیول از موثرترین استروژن‌های طبیعی است و احتمالاً هورمونی حقیقی است. استروژنها با اتصال به گیرنده استروژنی در سیتوپلاسم، باعث افزایش میزان ساخته شدن DNA و RNA و پروتئین‌های دیگر در بافت هدف می‌شوند. در جدار رحم استروژن باعث رشد و پرخونی آندومتر رحم می‌شود. همچنین در هیپوتالاموس میزان آزاد شدن GnRH تحت تاثیر استروژن کاهش پیدا می‌کند و در غده هیپوفیز آزاد شدن FSH و LH کاهش می‌یابد.
استریول (E3) از متابولیسم دو استروژن دیگر استرون (E1) و استرادیول تولید می‌شود.

استروئید. Androstenedione is at center.